# Roger Claessen
Roger Claessen (* 27. September 1941 in Weerst; † 3. Oktober 1982 in Lüttich) war ein belgischer Fußballspieler und späterer -trainer.

## Karriere

### Verein
Claessen begann seine Fußballkarriere 1958 beim belgischen Erstligaverein Standard Lüttich, für den er 180 Meisterschaftsspiele bestritt und dabei 124 Treffer erzielte. Dazu kommen 20 Spiele (15 Tore) im belgischen Pokalwettbewerb und 29 Einsätze (22 Tore) in Wettbewerben der UEFA. Von seinen insgesamt 161 Toren für Standard erzielte er nur zwei vom Elfmeterpunkt. In der Saison 1966/67 war er mit zehn Toren bester Schütze im Europapokal der Pokalsieger. Eine Spielzeit später wurde er mit 20 Treffern Torschützenkönig der Ersten Division, gemeinsam mit Paul van Himst.
1968 wechselte Claessen für die damalige Rekordsumme von 300.000 DM zu Alemannia Aachen in die Bundesliga, in der er zwei Jahre spielte. In der Saison 1968/69 belegte er mit Alemannia Aachen den 2. Platz hinter den Bayern und er erzielte in dieser Saison neun Tore. In der darauffolgenden Saison stieg Aachen allerdings in die zweite Liga ab und Claessen ging zurück nach Belgien. Insgesamt brachte er es auf 44 Bundesligaspiele für Aachen, in denen er insgesamt elf Tore erzielen konnte.
Beim K. Beerschot VAV in Antwerpen, der später in Germinal Beerschot aufging, spielte er zwei weitere Jahre Erstligafußball und gewann 1971 den Beker van België. 1972 wechselte er zum Royal Crossing Club de Schaerbeek (heute KCVV Elewijt), mit dem er in die zweite Liga abstieg.

### Nationalmannschaft
Claessen war zwischen 1961 und 1968 belgischer Nationalspieler und brachte es in dieser Zeit auf 17 Länderspiele. Bei seinem Debüt für die roten Teufel am 20. Mai 1961 schoss er das Tor bei der 1:2-Niederlage gegen die Schweiz.

## Erfolge und Auszeichnungen
- Torschützenkönig des Europapokals der Pokalsieger 1966/67 (für Standard Lüttich)
- Topscorer der belgischen Ersten Liga 1967/68 (für Standard Lüttich)
- Belgischer Meister 1961, 1963 (mit Standard Lüttich)
- Belgischer Pokalsieger 1967, 1968 (mit Standard Lüttich), 1971 (mit Beerschot VAV)
- Von den Lüttich-Anhängern wurde er zum besten Standard-Spieler der Geschichte gewählt, vor bekannten Fußballern wie Eric Gerets oder Michel Preud’homme. Sein Porträt ziert eine Säule an der Tribüne 1 im Sclessin-Stadion des Clubs.